# Stephen Parker
Stephen Robert Parker (* 22. April 1955) ist ein britischer Literaturwissenschaftler.
Parker ist Professor für Germanistik an der School of Modern Languages der Cardiff University. Zuvor war er Henry Simon Professor of German an der University of Manchester.
Er studierte Moderne Sprachen (Französisch und Deutsch) an der University of Leeds und schrieb seine Doktorarbeit in der Germanistik in Manchester. Die Arbeit wurde von Rhys Williams betreut. 1991 und 1992 war Parker Research Fellow am John Rylands Research Institute der University of Manchester, 1993 und 1994 Stipendiat der Alexander-von-Humboldt-Stiftung an der Freien Universität Berlin.
In den Jahren 2009 bis 2012 arbeitete er als Research Fellow des Leverhulme Trust, einer traditionsreichen britischen Stiftung zur Förderung von Bildung und Wissenschaft.
Im Jahr 2014 erschien Parkers Buch Bertolt Brecht: A Literary Life bei Bloomsbury, London; vier Jahre später veröffentlichte der Suhrkamp Verlag die deutsche Übersetzung der Biographie.

## Veröffentlichungen (Auswahl)
- Peter Huchel: A Literary Life in 20th-Century Germany. Peter Lang GmbH, Bern 1998.
- mit Peter Davies, Matthew Philpotts: The Modern Restoration. Walter de Gruyter, Berlin und New York 2004.
- mit Matthew Philpotts: Sinn und Form: The Anatomy of a Literary Journal. Interdisciplinary German Cultural Studies 6. Walter de Gruyter, Berlin und New York 2009.
- Bertolt Brecht. Bloomsbury, London 2014.
  - Deutsche Übersetzung: Bertolt Brecht: Eine Biographie. Suhrkamp, Berlin 2018, ISBN 978-3-518-42812-2.
- als Herausgeber: Die Wedekinds in Amerika. Das Journal amoureux seines Vaters – übersetzt von Frank Wedekind. Mit einem Essay von Stephen Parker. Wallstein Verlag, Göttingen 2020, ISBN 978-3-8353-3731-2.